# Maciej Terlecki
Maciej Terlecki (* 9. März 1977 in Pruszków, Polen) ist ein ehemaliger polnischer Fußballspieler.

## Vereinskarriere
Terlecki stammt aus der Jugendabteilung von Polonia Warschau. Nachdem er mit Polen die U16-EM 1993 gewonnen hatte, wurde der belgische Rekordmeister RSC Anderlecht auf ihn aufmerksam und verpflichtete ihn. Dort stand er von 1993 bis 1995 unter Vertrag. In dieser Zeit kam er allerdings zu keinem einzigen Einsatz in der Pro League. Nach seiner Rückkehr nach Polen im Jahr 1995 spielte er in elf verschiedenen Vereinen der ersten, zweiten und dritten Liga. 2008 beendete Maciej Terlecki, im Alter von nur 31 Jahren, seine aktive Karriere. Insgesamt absolvierte er zweihundert Spiele in der polnischen Ekstraklasa und erzielte dabei achtzehn Tore.

## Nationalmannschaft
Er spielte nur ein Mal in der polnischen Fußballnationalmannschaft und zwar am 19. Juni 1999 in Bangkok gegen Neuseeland (0:0).

## Erfolge
- U16-Europameister 1993

## Wissenswertes
Sein Vater Stanisław Terlecki war Fußballprofi bei Gwardia Warschau, Łódzki KS, Golden Bay Earthquakes, New York Cosmos, Legia Warschau und Polonia Warschau. Er absolvierte zwischen 1976 und 1980 29 Länderspiele für Polen und erzielte sieben Tore. Sein jüngerer Bruder Stanisław Terlecki Junior spielte u. a. beim polnischen Erstligisten Łódzki KS.